# Diecezja Tehuacán
Diecezja Tehuacán (łac. Dioecesis Tehuacaniensis) – diecezja Kościoła rzymskokatolickiego w Meksyku, sufragania archidiecezji Puebla de los Angeles. 

## Historia
13 stycznia 1962 roku papież Jan XXIII konstytucją apostolską Quem ad modum erygował diecezję Tehuacán. Dotychczas wierni z tych terenów należeli do archidiecezji Puebla de los Angeles.

## Ordynariusze
- Rafael Ayala y Ayala (1962 - 1985)
- Norberto Rivera Carrera (1985 - 1995)
- Mario Espinosa Contreras (1996 - 2005)
- Rodrigo Aguilar Martínez (2006 - 2017)
- Gonzalo Alonso Calzada Guerrero (od 2018)